# Louis II d'Orléans-Longueville
Louis II d'Orléans-Longueville, né le 5 juin 1510 et mort le 9 juin 1537, est le deuxième fils de Louis Ier d'Orléans-Longueville, duc de Longueville et de Jeanne de Hochberg, comtesse de Neuchâtel et dame de Rothelin. Il est duc de Longueville et de Dunois et comte souverain de Neuchâtel.

## Biographie

### Duc et pair
Louis II d'Orléans-Longueville est né à Blandy le 5 juin 1510,. Il est le fils cadet de Louis Ier d'Orléans, duc de Longueville, comte de Neuchâtel, marquis de Rothelin, comte de Dunois, de Tancarville, de Montgommery, , etc. et de Jeanne de Hochberg, fille de Philippe de Bade-Hochberg-Sausenberg, comte de Neuchâtel,.
Il est duc de Longueville et de Dunois, comte souverain de Neuchâtel, marquis de Rothelin, prince de Châtelaillon,  de Tancarville et de Montgommery, vicomte de Melun, d'Abbeville et de Montreuil-sur-Mer, seigneur de Parthenay et de Montreuil-Bellay, pair de France, succédant à son frère aîné Claude d'Orléans-Longueville,.
Il succède également à son frère comme grand chambellan de France et assiste à ce titre au sacre de la reine Éléonore de Habsbourg en 1530. 
En 1524, le roi François Ier le nomme capitaine de la première compagnie de cent gentilhomme de la maison du roi. Il participe aux expéditions militaires des règnes de François Ier et de Henri II contre Charles Quint.
Le 25 juillet 1525, Louise de Savoie érige en sa faveur le comté de Dunois en duché-pairie. Toutefois, les lettres d'érection ne sont pas enregistrées, et la pairie s'éteint à la mort de Louis II d'Orléans-Longueville.
Louis II d'Orléans-Longueville meurt le 9 juin 1537 à Rouen.

### Mariage et descendance
Louis II d'Orléans-Longueville épouse au Louvre à Paris le 4 août 1534 Marie de Guise, fille de Claude de Lorraine, duc de Guise. Après la mort de Louis II d'Orléans-Longueville, elle se remarie en 1538 avec le roi d'Écosse Jacques V,.
Louis II d'Orléans-Longueville et Marie de Guise ont deux fils :
- François III d'Orléans-Longueville (1535-1551)[1],[7],
- Louis, né posthume à Châteaudun le 4 août 1536 et mort dans cette même ville le 7 décembre 1536[1],[6].